# Републикански път III-5901
Републикански път IIІ-5901 е третокласен път, част от Републиканската пътна мрежа на България, преминаващ изцяло по територията на Кърджалийска област, Община Момчилград. Дължината му е 28 km.
Пътят се отклонява наляво при 0,8 km на Републикански път II-58 в най-югоизточната част на град Момчилград и се насочва на изток-североизток. Преодолява северната част на източнородопския Стръмни рид и при село Нановица слиза в долината на река Големица (влива се от юг в язовир Студен кладенец), като в този си участък последователно преминава през селата Чобанка, Равен и Татул. След село Нановица пътят завива на север, продължава по десния бряг на река Големица до вливането ѝ в язовира и завършва на южния му бряг в района на дивечовъдното стопанство „Кроячи“
| Пътища, отклоняващи се надясно (населено място, № на пътя, посока на пътя) | km   | Пътища, отклоняващи се наляво (посока на пътя, № на пътя, населено място) |
| -------------------------------------------------------------------------- | ---- | ------------------------------------------------------------------------- |
| Община Момчилград, II-59, 0,8 km, гр. Момчилград ←                         | 0,0  | ← гр. Момчилград, 0,8 km, II-59, Община Момчилград                        |
| (за с. Врело) общински път ←                                               | 4,5  | → общински път (за с. Плешинци)                                           |
| с. Чобанка                                                                 | 5,9  | с. Чобанка                                                                |
| с. Равен                                                                   | 7    | → с. Равен, общински път (за с. Биволяне)                                 |
| с. Татул                                                                   | 10,8 | с. Татул                                                                  |
| (за с. Неофит Бозвелиево) общински път, с. Нановица ←                      | 15,6 | с. Нановица                                                               |
| (за с. Девинци) общински път ←                                             | 17,8 |                                                                           |
| (за с. Постник) общински път ←                                             | 18,4 |                                                                           |
| (за с. Гургулица) общински път ←                                           | 20,1 | → общински път (за с. Биволяне)                                           |
|                                                                            | 21,4 | → общински път (за с. Момина сълза)                                       |
|                                                                            | 26,1 | → общински път (за с. Зорница)                                            |
| яз. Студен кладенец                                                        | 28   | яз. Студен кладенец                                                       |